# Chen Po-yen
Pour les articles homonymes, voir Chen.
Dans ce nom chinois, le nom de famille, Chen, précède le nom personnel Po-yen.
Chen Po-yen (chinois traditionnel : 陳柏諺 ; pinyin : Chén Bǎiyàn), né le 29 octobre 2006, est un pongiste handisport taïwanais.

## Biographie
Chen Po-yen naît le 29 octobre 2006. Sujet à des troubles cognitifs après une chute lorsqu'il était jeune enfant, conduisant à des difficultés d'apprentissage et émotionnels, il pratique le tennis de table dès l'école maternelle, imitant sa sœur,.
À l'occasion des Jeux para-asiatiques de 2022, disputés en 2023, il remporte ses premiers titres majeurs, une médaille d'or en épreuve individuelle, et une d'argent en double mixte.
Classé à la deuxième place du classement mondial handisport à la fin de l'année 2023,, il se qualifie pour les Jeux paralympiques de Paris 2024 en remportant les Jeux globaux de 2023. Il est le plus jeune athlète de la délégation taïwanaise ainsi que l'un des deux porte-drapeaux (en) pour la cérémonie d'ouverture. Lors de l'épreuve paralympique simple, il atteint la finale à l'issue de laquelle il s'incline, remportant la médaille d'argent. Il est ensuite à nouveau désigné en tant que porte-drapeau, cette fois pour la cérémonie de clôture.

## Palmarès

### Jeux paralympiques
- Médaille d'argent du simple hommes aux Jeux paralympiques d'été de 2024 (classe 11)

### Jeux para-asiatiques
- Médaille d'or du simple hommes aux Jeux para-asiatiques de 2022[note 1] (classe 11)
- Médaille d'argent du double mixte aux Jeux para-asiatiques de 2022[note 1] (classe 22)